# 7128 Misawa
7128 Misawa este un asteroid din centura principală de asteroizi.

## Descriere
7128 Misawa este un asteroid din centura principală de asteroizi. A fost descoperit pe 30 septembrie 1991 la Kitami de Kin Endate și Kazuro Watanabe. El prezintă o orbită caracterizată de o semiaxă mare de 3,14 ua, o excentricitate de 0,20 și o înclinație de 2,7° în raport cu ecliptica.